# Anne Donovan
Anne Theresa Donovan (ur. 1 listopada 1961 w Ridgewood, zm. 13 czerwca 2018 w Wilmington) – amerykańska koszykarka występująca na pozycji środkowej, mistrzyni olimpijska jako zawodniczka oraz trenerka, członkini Koszykarskiej Galerii Sław.

## Osiągnięcia
Na podstawie, o ile nie zaznaczono inaczej.
NCAA
- Mistrzyni:
  - AIAW (Association for Intercollegiate Athletics for Women – 1980)[3]
  - turnieju konferencji Sun Belt (1983)
  - sezonu regularnego konferencji Sun Belt (1983)
- Uczestniczka rozgrywek:
  - AIAW Final Four (1980, 1981)
  - NCAA Final Four (1983)[4]
  - Sweet Sixteen turnieju NCAA (1982–1983)
- Zawodniczka Roku NCAA:
  - im. Jamesa Naismitha (1983)[4]
  - WBCA (1983)[3]
- Zawodniczka Wszech Czasów Konferencji Sun Belt NCAA (24.10.2004)[5]
- Laureatka[5]:
  - NCAA 25 Year Award (13.01.2008)
  - Honda Sports Award (1983)
- Zaliczona do[3]:
  - I składu All-American (1980–1982)
  - I składu Academic All-American (1982, 1983)
  - NCAA Final Four All-Tournament Team (1983)
- Liderka NCAA w zbiórkach (1982)

Indywidualne
- Wybrana do: 
  - Koszykarskiej Galerii Sław im. Jamesa Naismitha (1995)[4]
  - Galerii Sław Koszykówki FIBA (2015)[5]
  - Żeńskiej Galerii Sław Koszykówki (1999)[3]
  - Galerii Sław Sportu[5]:
    - stanu Wirginia (1996)
    - uczelni Old Dominion (1988)
    - Stowarzyszenia Dziennikarzy Sportowych stanu New Jersey (2000)
    - CoSIDA Academic All-American (1994)
    - Hampton Roads (maj 2009)

Reprezentacja
- Mistrzyni:
  - olimpijska (1984, 1988)[4]
  - świata (1986)
  - igrzysk panamerykańskich (1983, 1987)
  - Igrzyska Dobrej Woli (1986)
  - Pucharu R. Williama Jonesa (1984)
- Wicemistrzyni:
  - świata (1983)
  - Uniwersjady (1981)

Trenerskie
Klubowe
- Mistrzyni WNBA (2004)[6]
- Wicemistrzyni WNBA (2001)[6]

Reprezentacyjne
- Mistrzyni: 
  - olimpijska (2008)
  - świata (1998, 2002 – jako asystentka)
  - Ameryki (2007)
- Brązowa medalistka mistrzostw świata (2006)
- Powołana do reprezentacji olimpijskiej na igrzyska w Moskwie w 1980 roku. Nie wystąpiła w nich z powodu zbojkotowania imprezy przez Stany Zjednoczone i kilka innych krajów[7].